# Bless the Child
Bless the Child, släppt 23 augusti 2002, är den andra singeln från Nightwishs album Century Child.

## Låtlista

### Spinefarm Recordsversion
1. "Bless the Child" (redigerad)
2. "Bless the Child" (original)
3. "Lagoon"

### Drakkars version
1. "Bless the Child"
2. "Lagoon"
3. "The Wayfarer"